# Episodi de Il nido di Robin (sesta stagione)
La sesta stagione della serie televisiva Il nido di Robin (Robin's Nest) è andata in onda nel Regno Unito dal 17 febbraio al 31 marzo 1981 sulla ITV.
| nº | Titolo originale            | Titolo italiano | Prima TV GB      | Prima TV Italia |
| -- | --------------------------- | --------------- | ---------------- | --------------- |
| 1  | Move Over Darling           |                 | 17 febbraio 1981 |                 |
| 2  | The Homecoming              |                 | 24 febbraio 1981 |                 |
| 3  | No Smoke Without Fire       |                 | 3 marzo 1981     |                 |
| 4  | When Irish Eyes Are Smiling |                 | 10 marzo 1981    |                 |
| 5  | Anniversary Waltz           |                 | 17 marzo 1981    |                 |
| 6  | Wish You Weren't Here       |                 | 24 marzo 1981    |                 |
| 7  | The Headhunters of SW6      |                 | 31 marzo 1981    |                 |